# Востоков, Пётр Вадимович
Пётр Вадимович Востоков (род. 26 августа 1985, Москва) — джазовый музыкант, трубач, руководитель Большого джазового оркестра. Музыкальный руководитель проекта «Большой Джаз» на телеканале «Россия Культура».

## Биография
Музыкой начал заниматься с 6 лет в ДМШ им. Ю. А. Шапорина (класс трубы Н. А. Власова, класс оркестра И. Г. Фортученко), далее — в МССМШ им. Гнесиных (класс трубы А. М. Икова и В. М. Прокопова), выпуск 2003 года. В детские годы был солистом эстрадно-духового оркестра при Ансамбле песни и пляски им. Локтева на Ленинских горах.
Джазом увлекся в 16 лет, став участником молодёжного биг-бэнда Владимира Сегала при Центральном доме культуры железнодорожников. В 17 лет — солист молодёжного ансамбля при оркестре «Мелодия» п/у Георгия Гараняна.
В 2006 году — стал выпускником американо-российской образовательной программы «Open World», в рамках которой выступил на Lionel Hampton Jazz Festival в штате Айдахо, США.
В 2009 году — окончил эстрадно-джазовое отделение РАМ им. Гнесиных (класс ансамбля А. В. Осейчука, класс оркестра А. О. Кролла).
Будучи ещё студентом РАМ им. Гнесиных выступал в составе множества московских ансамблей и оркестров, в числе которых — JVL Big-Band Виктора Лившица, Биг-бэнд Игоря Бутмана, «Арсенал» Алексея Козлова и др. Вместе с Анатолием Кроллом в 2006 году принимал участие в перезаписи музыки легендарного фильма «Мы из джаза».
С 2003 по 2006 годы — преподаватель по классу трубы в ДМШ № 2 имени И. О. Дунаевского.
С 2006 по 2010 годы — артист Государственного оркестра джазовой музыки имени Олега Лундстрема.
С 2010 по 2018 годы — старший преподаватель по классу трубы в РАМ им. Гнесиных.
В 2022 году — музыкальный руководитель проекта «Большой Джаз» на телеканале «Россия Культура».
С 2023 года — руководит джаз-оркестром «Академик-бэнд» Анатолия Кролла — в том же году коллектив под руководством Петра Востокова получил гран-при на XIII международном фестивале-конкурсе «Gnesin Jazz» (председатель жюри — И. М. Бриль).
В 2024 году — стал художественным руководителем международного фестиваля «Съезд диксилендов и этно-джазовых ансамблей из стран БРИКС в России».

### Семья
Женат, двое детей.

## Большой джазовый оркестр п/у Петра Востокова
В 2010 году — вместе с певицей Дарьей Антоновой — создал на сцене Центрального дома журналиста собственный Большой джазовый оркестр (БДО), основной задачей которого стало восстановление и поддержание в жизни лучших образцов оркестровой джазовой и свинговой музыки.
Вместе с БДО:
- принимал участие в крупнейших российских и международных фестивалях (Джаз в саду Эрмитаж, Триумф джаза, Koktebel Jazz Party[5], Усадьба Jazz, Международный фестиваль искусств им. П. И. Чайковского в Клину, Moscow Jazz Festival, Dixie BRICS в Казани и др.);
- регулярно выступает на главных филармонических и концертных сценах Москвы — Большой зал МГК имени Чайковского[6], Московский международный Дом музыки[7], Государственный Кремлевский дворец[8], КЗ «Зарядье»[9];
- является резидентом джаз-клуба «Эссе»[10] и Клуба Алексея Козлова;
- активно гастролирует по России (Санкт-Петербург, Екатеринбург, Челябинск, Пенза, Пермь, Курск, Ростов-на-Дону, Нижний Новгород и др.).

Дебютная пластинка Большого джазового оркестра была записана в 2017 году на знаменитой 1-й музыкальной студии Тонстудии «Мосфильма».
За последние несколько лет БДО принял участие в съёмках крупных теле- и интернет-проектов («Большой мюзикл», «Большой джаз», LAB с Антоном Беляевым), а также в записи музыки к популярным фильмам и сериалам («Домашний арест», «Одесский пароход», «Чебурашка» и другие).
В 2022 году БДО активно участвовал в праздновании 100-летия российского джаза, выступив 1 октября в гала-концерте на главной сцене Большого театра России, а также на исторической сцене ГИТИСа — ровно «час в час» через 100 лет после того, как там проходил первый концерт джаз-банда Валентина Парнаха.
В 2023 году — совместно с радио «Орфей» и его симфоническим оркестром под управлением Сергея Кондрашева — БДО подготовил две программы: «Джаз с русской душой» и «Симфоджаз: сделано в России», составленные из несколько десятилетий считавшихся утраченными и обнаруженными в архиве произведений Дмитрия Шостаковича, Александра Цфасмана, Александра Варламова, Леонида Половинкина, Вадима Людвиковского, Николая Капустина, Николая Минха, Эдди Рознера и Виктора Кнушевицкого.
В 2024 году БДО стал одним из создателей и действующих лиц «Кабаре-Пушкин» — постановки Алексея Франдетти на сцене Театра Ленком Марка Захарова , а также автором музыкального оформления спектакля «Муха Цокотуха», поставленного в Театре кукол им. С. В. Образцова.
С ноября 2024 года БДО является партнёром образовательного проекта «Джаз в московские школы», который реализуется совместно с Правительством Москвы (Московский центр воспитательных практик) и строительной компанией «Группа ЛСР». Проект направлен на повышение уровня музыкальной культуры у школьников через их ознакомление с «золотым фондом» отечественной и мировой джазовой музыки. В 2024/2025 учебном году в рамках проекта состоялось порядка 30 выступлений БДО, которые посетили свыше 6 тыс. школьников.
1 июня 2025 года в концертном зале «Зарядье» БДО представил джазовую фантазию на темы из сюиты Камиля Сен-Санса «Карнавал животных» (музыкально-визуальный перформанс). Авторами аранжировок этой программы стали солисты оркестра — саксофонист Юрий Севастьянов и тромбонист Антон Гимазетдинов.

## Награды
- В 2020 году Пётр Востоков стал музыкантом года (за 2019 год) по версии Радио Jazz 89.1 и обладателем премии «Все Цвета Джаза»[14].
- За участие в мероприятиях, посвящённых 100-летию российского джазового искусства, получил Благодарственное письмо Министра культуры Российской Федерации (от 30 июня 2023 года).